# Поньга (Онега)
По́ньга — исторический район города Онега в Архангельской области России. Расположен на левом, противоположным центру, берегу реки Онега. В район входят: посёлок Первомайский, посёлок 34-го лесозавода, так называемый «Центр», Новая деревня, посёлок им. А. О. Шабалина.

## География
Посёлок Поньга расположен на левом берегу реки Онега, при впадении в неё реки Поньга и основного рукава Поньги, прорытого в 1928 году, — реки Канава.   

## История
По данным палеогеографии, ещё 2—3 тысячи лет назад территория Поньги была дном моря.
Местность впервые упоминается во времена московского князя Василия Тёмного, в Сотной книге на Турчасовский стан, в 1556 году: «На усть Онеги у Пречистенькой волостка Усть-Онежская… Тое же деревни угодия за Онегою на усть Поньги реки».
В 1755 году выше устья реки Поньга, «Московская компания» Джингли Гома заложила первую плотину и три амбара, с двумя лесопильными рамами в каждом. В 1766 году в 1,5 километрах от первой была заложена вторая плотина с четырьмя амбарами «о двух рамах», а в 15 км выше по течению у озера Поньгозеро была заложена ещё одна плотина — для удержания весенних вод. В 1760 году на левом берегу реки Онега, ниже устья реки Поньга была построена судостроительная верфь на 6 эллингов, но в 1873 году судоверфь перенесли на правый берег. В 1863 году в Поньге была пущена первая в Онеге паровая машина. В 1893 году был построен предшественник лесозавода № 34, а в 1909 году, на Малой Поньге — предшественник лесозавода  № 35.
С 1923 по 1929 год поньговские лесозаводы входили в АО «Руснорвеголес», среди норвежского персонала был сын норвежского исследователя Арктики и гуманиста Фритьофа Нансена Корэ Нансен. На реке Рочева, на обширных сенокосных угодьях, располагалась рочевская сельхозартель «Парижская коммуна», которой оказывали помощь поньговские лесозаводы.
За время Великой Отечественной войны 255 жителей Поньги ушли на фронт, из них 183 не вернулось. В средней школе № 3, построенной в 1985 году, находится стенд с их именами.
На референдуме в 1996 году, жители проголосовали против отделения от города и придания Поньге статуса сельского поселения.

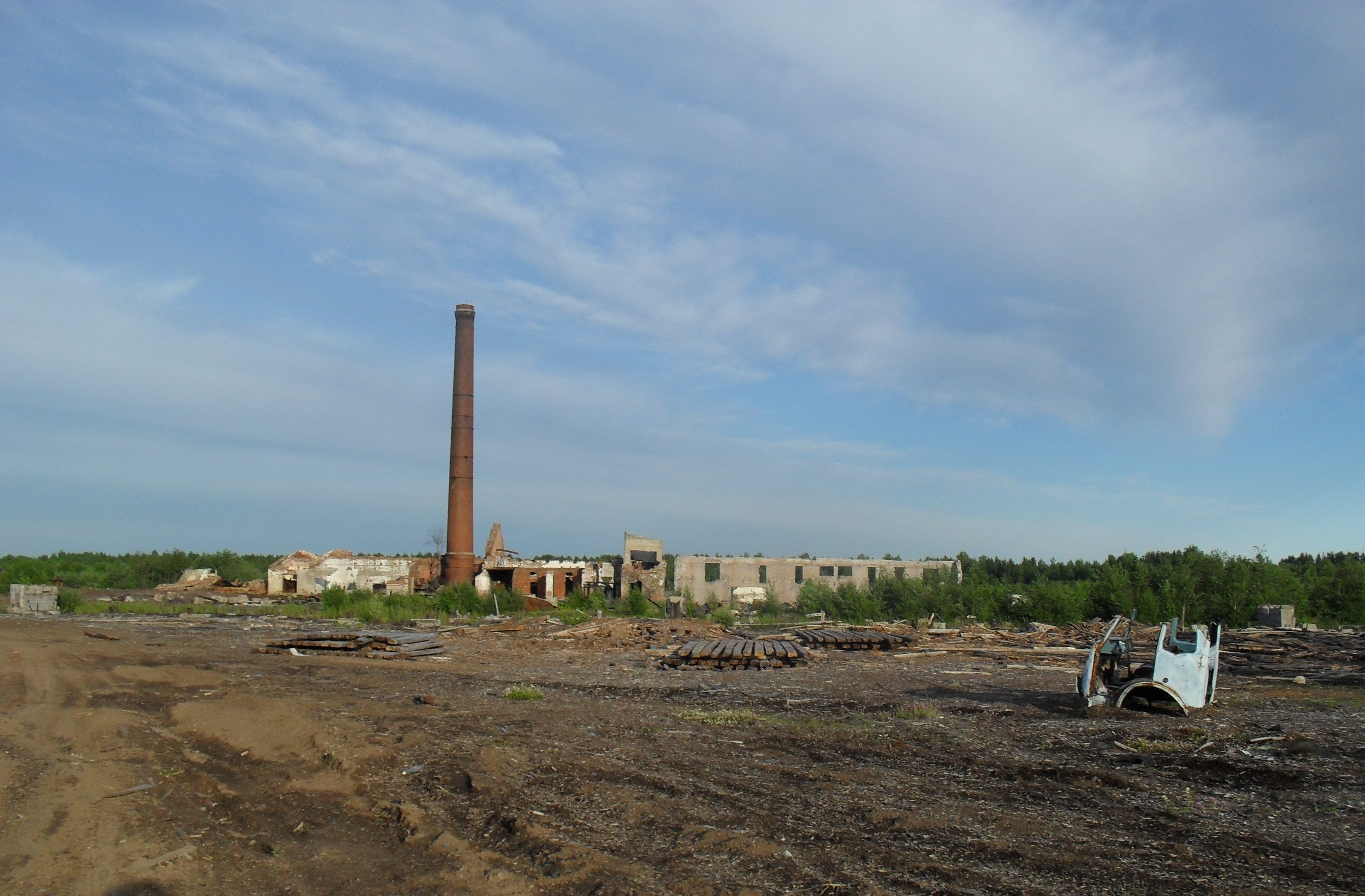
Территория бывшего лесозавода № 34

## Население
В 2002 году население Поньги вместе с Легашевской запанью составляло 1780 чел.

## Известные жители
- Александр Осипович Шабалин — дважды Герой Советского Союза.
- Валентин Ипполитович Манкевич — Герой Советского Союза.
- Евгений Павлович Токарев — поэт.

### Из творчества Токарева
Ещё на солнечных просёлках
Мне долго петь и долго жить
У берегов, где речка Поньга
По скользким камешкам бежит.

## Инфраструктура
Школа, почта, больница и клуб с библиотекой. 
Действовали лесозаводы. 
После распада СССР ухудшавшееся положение лесозавода № 34 в итоге привело его к банкротству в 2007 году и ликвидации, что привело к высокой безработице и оттоку населения из Поньги.

## Транспорт
Автомобильными дорогами Поньга связана с деревней Ворзогоры на западе и посёлком Легашевская запань (Онега-4) на востоке. Через пристань в Легашевской весной, летом и осенью паром осуществляет перевозки пассажиров и грузов с правого берега Онеги. Зимой на Поньгу с основной, правобережной части города Онега оборудуется ледовая переправа.

## Топографические карты
- Лист карты P-37-5,6 Онега. Масштаб: 1 : 100 000. Состояние местности на 1982 год. Издание 1987 г.
- Лист карты P-37-5-A,B — ФГУП «ГОСГИСЦЕНТР»
- Поньга. Публичная кадастровая карта